# Критська ліра
Критська ліра або кританська ліра (грец. Κρητική λύρα) — грушоподібний триструнний смичковий музичний інструмент, поширений переважно на Криті та на інших островах Додеканесу та Егейського архіпелагу в Греції. Критська ліра є найпопулярнішою формою візантійської ліри, яка є предком європейських смичкових інструментів.
Більшість критських лір мають 3 струни, що натягнуті по чистих квінтах, а саме: 1 струна (найвища) відповідає ноті ля першої октави, 2 струна (на квінту нижча) відповідає ноті ре першої октави, 3 струна — нота соль малої октави. Фактично стрій критської ліри відповідає налаштуванню трьох нижніх струн скрипки. Нерідко гриф інструмента маркується цятками, котрі візуально позначають розташування нот на ньому. Водночас ладків (на зразок гітарних) інструмент не має.
Тримання інструмента відносно тіла людини нагадує віолончельне (вертикальне, наполовину похилене). Голівка ліри розташовується близько серця, а нижня частина (зокрема ґудзик) кладеться на ліве коліно. Ведення смичка подібне віолончельному, хоча його тримання правою рукою дещо відрізняється. 
Деякі критські ліри мають хори (по кілька на кожну струну) — додаткові струни, котрі посилюють звучання інструмента. 
Інструменти, що виготовлені у ХХІ столітті іноді мають 4 струни — додається нижня струна, до малої октави. Таким чином подібні моделі по натягу струн є подібні до струнних альтів.
Одним з найвідоміших віртуозів гри на критській лірі є Манос Піроволакіс і Росс Дейлі.

## Галерея

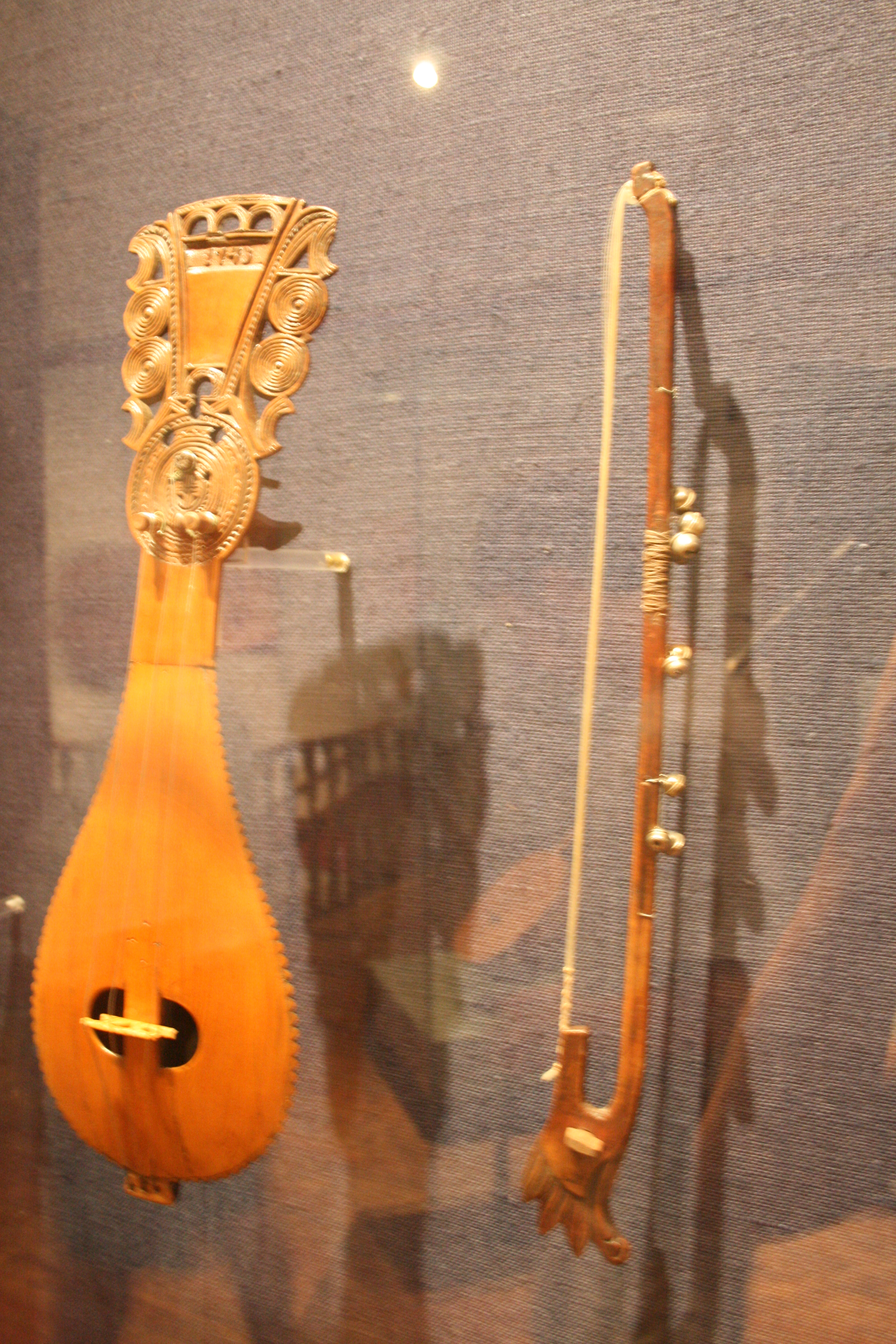
Критська ліра — старий тип (ліракі), Музей грецьких народних музичних інструментів
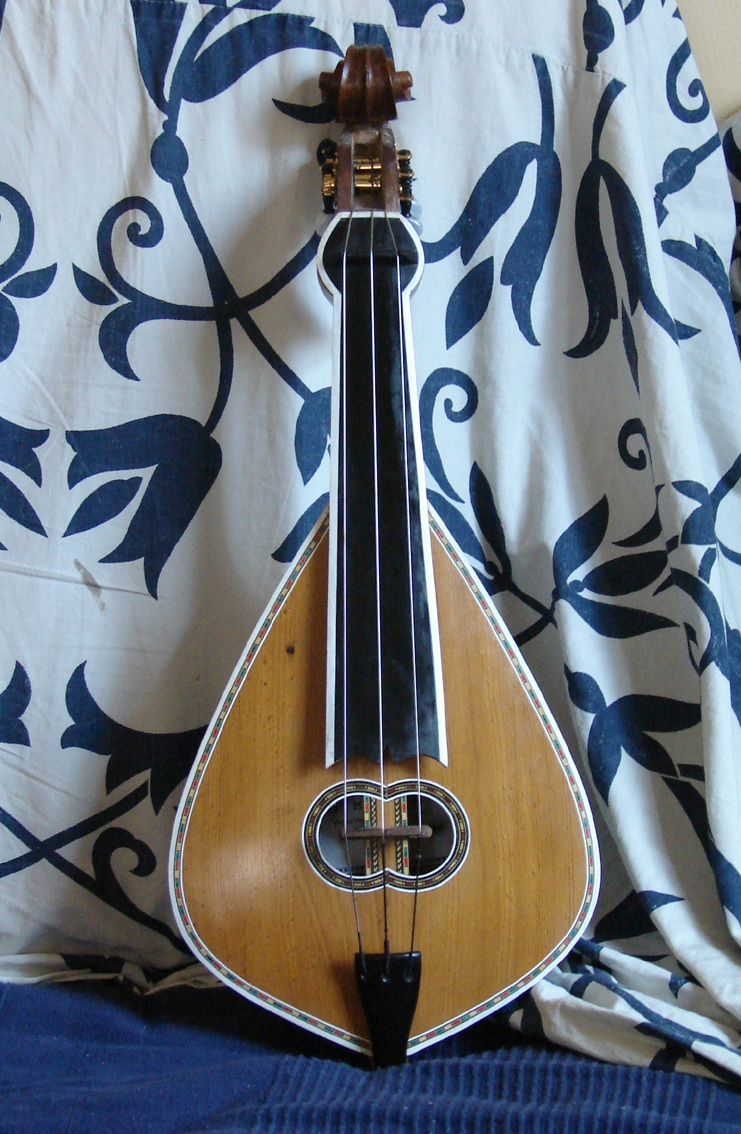
Критська ліра — звичайний тип без струн-хорів (виготовлена після 1940 р.)
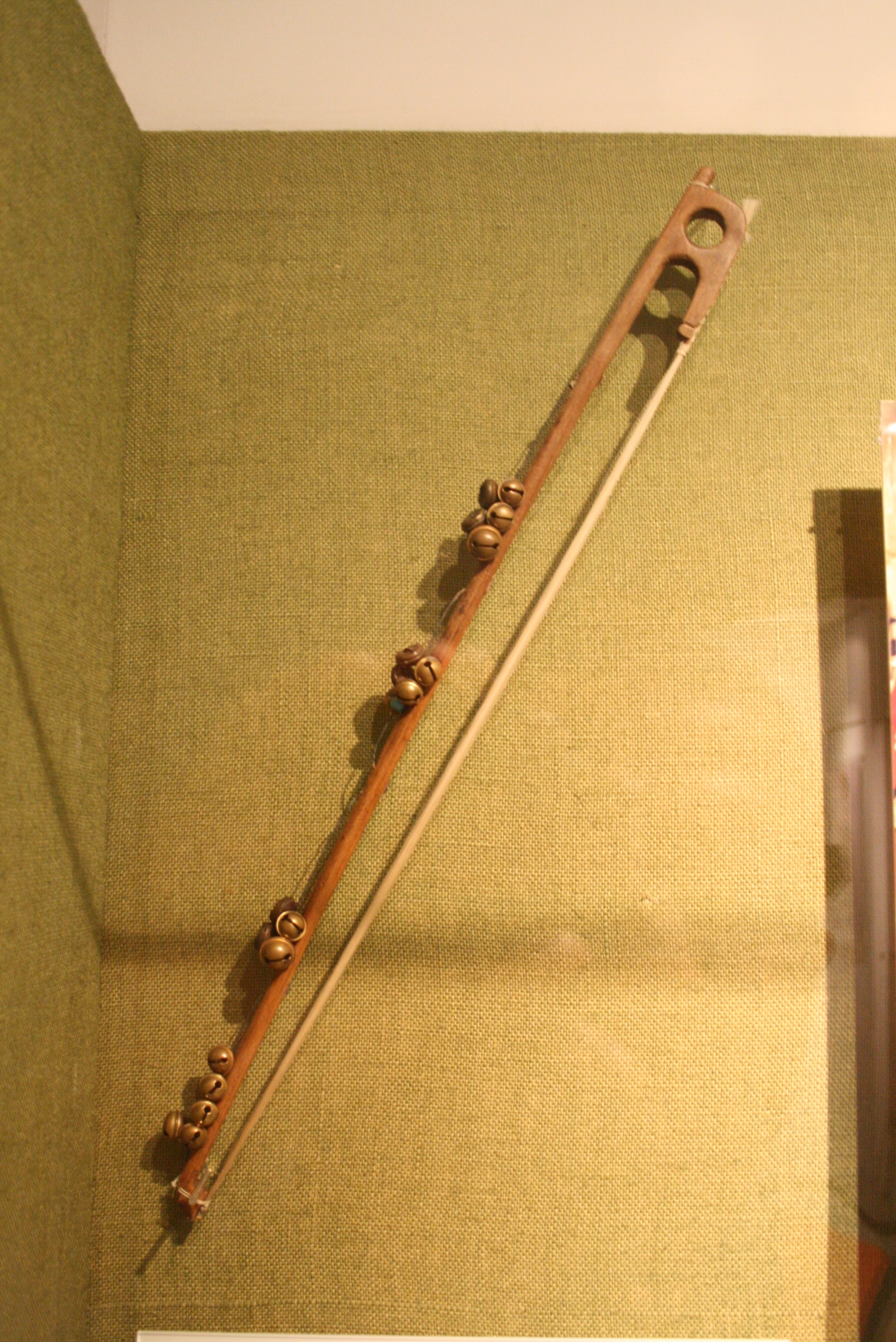
Смичок (єракокудуна)
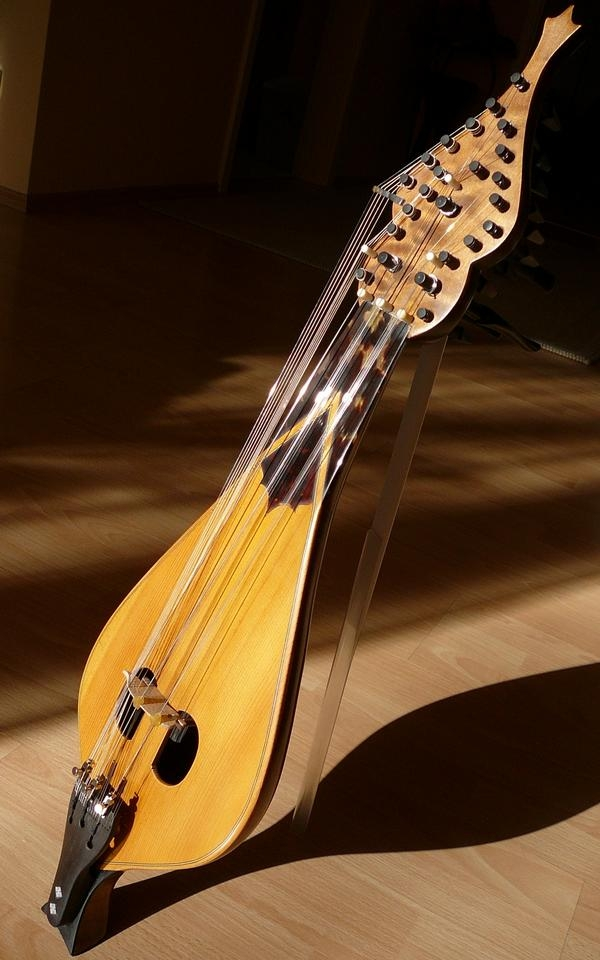
Критська ліра зі струнами-хорами (дизайну Росса Дейлі)